# Mistrovství Evropy v plaveckých sportech 2018

Logo

Mistrovství Evropy v plaveckých sportech za rok 2018 proběhlo v Glasgow, Edinburghu a na jezeře Loch Lomond, Spojené království ve dnech 3. až 12. srpna 2018.

## Soutěže
- Plavání (3.–9. srpna)
- Plavání na otevřené vodě (6.–12. srpna)
- Skoky do vody (8.–12. srpna)
- Umělecké plavání (3.–7. srpna)